# Минчугов, Дмитрий Михайлович
Дмитрий Михайлович Минчугов (1911—1943) — советский лётчик минно-торпедной авиации ВВС ВМФ в годы Великой Отечественной войны, Герой Советского Союза (24.07.1943). Гвардии майор (10.05.1942).

## Биография
Родился 8 ноября 1911 года в Симбирске (ныне — Ульяновск). После первой мировой войны семья жила на родине матери в деревне Башни ныне Шумилинского района Витебской области Белорусской ССР. В 1927 году окончил семилетнюю школу в Шумилино.
В 1932 году был призван на службу в Рабоче-крестьянскую Красную Армию. В 1934 году окончил 1-ю военную школу пилотов имени Мясникова (Кача). Служил пилотом, младшим лётчиком, старшим лётчиком, командиром звена в авиационных частях Украинского и Московского военных округов. В октябре 1935 года передан в РККФ и назначен командиром звена 26-й минно-торпедной авиационной эскадрильи ВВС Тихоокеанского флота. С мая 1938 по октябрь 1940 года служил в 4-м минно-торпедном авиационном полку ВВС ТОФ младшим лётчиком и помощником командира эскадрильи. Затем его направили на учёбу.
В июне 1941 года окончил Высшие курсы усовершенствования начальствующего состава авиации ВМФ и назначен командиром эскадрильи 2-го минно-торпедного авиаполка ВВС Черноморского флота.
С июня 1941 года — участник Великой Отечественной войны. Участник обороны Одессы, обороны Севастополя и битвы за Кавказ. Выполнял дальние рейды на бомбардировку объектов Бухареста, Плоешти, Констанцы. Участвовал в операции по высадке Майкопского десанта.
К концу марта 1943 года командир эскадрильи 5-го гвардейского минно-торпедного авиаполка 1-й минно-торпедной авиадивизии ВВС Черноморского флота гвардии майор Дмитрий Минчугов совершил 118 боевых вылетов (из низ 41 в ночное время) на торпедирование вражеских кораблей, уничтожение наземных войск противника, нанеся ему большие потери. Эскадрилья под его командованием выполнила 868 боевых вылета. Силами эскадрильи при непосредственном участии Д. М. Минчугова уничтожено 8 танков, 15 артиллерийских батарей, 15 самолётов на аэродромах, 148 автомашин, 8 хранилищ бензина, 15 складов, 250 железнодорожных вагонов, потоплены 5 транспортов и 11 катеров. За эти подвиги тогда же был представлен к званию Героя. Но до присвоения высшей награды Родине он не дожил.
14 мая 1943 года при атаке немецкого конвоя в районе Судака самолёт Ил-4 майора Минчугова был сбит зенитным огнём и упал в море, весь экипаж погиб при взрыве.
Указом Президиума Верховного Совета СССР от 24 июля 1943 года за «образцовое выполнение боевых заданий Командования на фронте борьбы с немецкими захватчиками и проявленные при этом отвагу и геройство» гвардии майору Дмитрию Михайловичу Минчугову присвоено звание Героя Советского Союза. 

## Награды и звания
- Герой Советского Союза (24.07.1943)
- Орден Ленина (24.07.1943)
- Два ордена Красного Знамени (9.08.1942, 6.03.1943)

## Память

Торжественная стена (Обелиск «30 лет Победы» (Ульяновск).

- Торжественная стена (Обелиск «30 лет Победы» (Ульяновск).В честь Д. И. Минчугова названы улицы в Севастополе, в селе Передовое (в городской черте Балаклавского района Севастополя) и в городском поселке Шумилино[2].
- Имя Героя увековечено в Севастополе на плитах Мемориала Героев Советского Союза – участников обороны Севастополя, на памятной стеле Героев Советского Союза, на Мемориале авиаторам-черноморцам.
- Бюст Д. М. Минчугова установлен на Аллее Героев в поселке Вольное (бывший аэродром Веселое) Джанкойского района Крыма.
- На здании средней школы № 1 в городском посёлке Шумилино установлена мемориальная доска[4].
- На Торжественной стене у Обелиска «30 лет Победы» Ульяновска есть Имя Д. И. Минчугова.